# بيتر لولور (سياسي)
بيتر لولور (بالإنجليزية: Peter Lawlor)‏ هو سياسي أسترالي، ولد في 1 مارس 1948 بكوينزلاند في أستراليا. حزبياً، نشط في حزب العمال الأسترالي. وقد انتخب عضو المجلس التشريعي ولاية كوينزلاند.

## وصلات خارجية
- الموقع الرسمي